# Café de Veracruz
El café de Veracruz es una denominación de origen (DO) que regula y protege el café (Coffea arabica) producido en el estado de Veracruz, en el oriente mexicano. Predominan las variedades de café Bourbon, Caturra, Garnica, Mundo Novo y Typica. Se trata de un café de alta acidez, sabor especiado y con cuerpo, y aroma intenso.
El café llegó a esta área durante el siglo XVIII, época de mayor esplendor del puerto de Veracruz; por este puerto llegaban a Nueva España gran cantidad de productos traídos del Viejo Mundo, entre ellos el café. La fertilidad de los suelos volcánicos, el clima tropical de montaña y la abundancia de recursos hidráulicos hizo de las tierras veracruzanas lugar idóneo para la plantación de extensos cafetales. Hoy en día, el café está fuertemente ligado a la identidad cultural veracruzana y a su tradición gastronómica.
El café de Veracruz es una de las 16 denominaciones de origen mexicanas desde el 19 de mayo del año 2000, y es el Consejo Regulador del Café Veracruz A.C. la principal institución que encargada de su control y manejo. Junto con el café de Chiapas, son las dos únicas denominaciones para café en toda la república. Abarca una extensión de ~145.000 ha de cafetales, en un total de 82 municipios, en alturas que rondan los 600 hasta los 1.400 m s. n. m.

## Historia

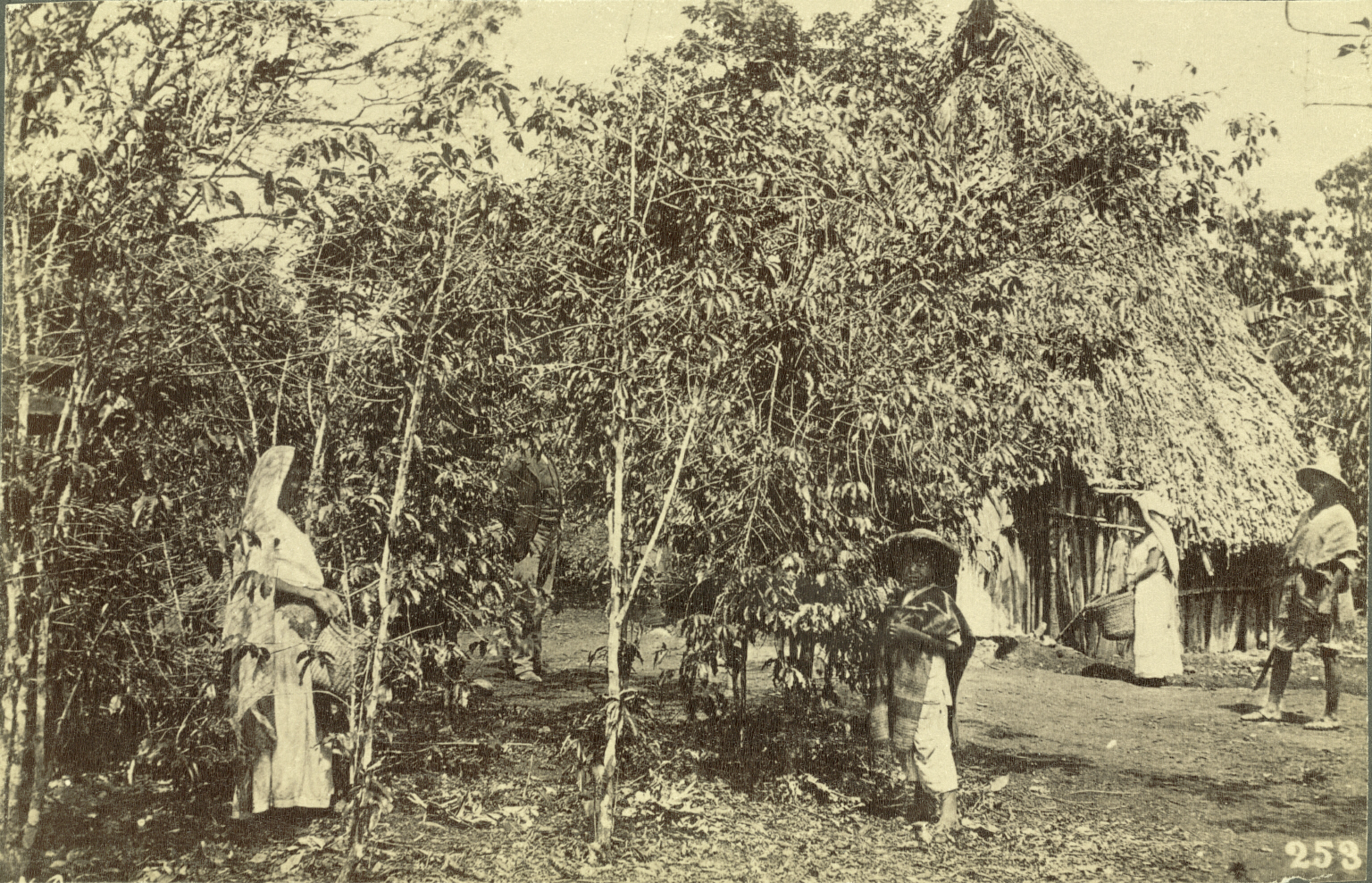
Plantación de café en Veracruz (entre 1865 y 1895).

El café llegó al territorio mexicano desde las Antillas vía el puerto de Veracruz, y posiblemente se sembró por primera vez en la región olmeca de Acayucan. Existen, sin embargo, diferentes versiones sobre cuándo llegó el café a México; Se cree que fue introducido en los años 1740 por comerciantes franceses, quienes lo importaron desde la isla de Martinica, aun hoy colonia francesa. Otra teoría dice que fue Don Juan Antonio Gómez de Guevara, conde de Oñate de origen español quien trajo desde Cuba una planta de café y la plantó en su Hacienda de Guadalupe, situada en la localidad de Amatlán de los Reyes, quince minutos al sur de Córdoba. Según algunas fuentes esto ocurrió en 1796, mientras que otras indican 1804. En 1803, Alexander von Humboldt visita Nueva España y reporta que la producción es nula y el uso de café es raro, ya que apenas «se consumen anualmente entre cuatrocientos y quinientos quintales». Hoy en día, más de dos siglos después, la Ex Hacienda de Guadalupe sigue en pie y activa, y es visitable como lugar de interés turístico e histórico.
En aquella época, el cultivo del café no fue un gran éxito, pero se acabaría expandiendo desde Veracruz a otras regiones, principalmente Chiapas, Puebla y Oaxaca. Veracruz fue, no obstante, el principal productor de café mexicano hasta la primera mitad del siglo XX. En 1803 se realizaría la primera exportación del grano: 210 sacos rumbo a España, poco antes de la independencia de México (1810-1821). Al igual que el tabaco o la caña de azúcar, la historia del cultivo del café está fuertemente ligada a la cultura ranchera, a las grandes haciendas, con mano de obra barata, en muchos casos indígenas o de esclavos negros cuyos actuales descendientes son los afromexicanos.
La historia temprana de la caficultura se caracteriza por un fuerte intervencionismo estatal; durante la Segunda Guerra Mundial, la presidencia de Lázaro Cárdenas (1934-1940) expropió diversas haciendas cafeteras. Aunque en un principio la intención fue la de mejorar el rendimiento de los cafetales, finalmente durante los años cuarenta y cincuenta se dio un deterioro de las formas productivas.
Acabada la Segunda Guerra Mundial, los precios del café se dispararon en todo el mundo, pues había más demanda que oferta. En este contexto, el presidente de México de origen veracruzano Miguel Alemán Valdés crea en 1949 la Comisión Nacional del Café, con el propósito de desarrollar la investigación, mejorar los sistemas de producción y gestionar la inversión de capital. El alza del valor del café alcanzó su pico en 1954. Los países productores de café se reunieron para firmar el Acuerdo de México de 1957, en el que fijaban los precios del oro marrón.

## Denominación de origen
El 15 de noviembre del 2000, el gobierno mexicano concede la denominación de origen Café Veracruz, ya como café verde o tostado, a instancias del Consejo Veracruzano del Café, estableciendo, como región geográfica la totalidad del estado de Veracruz. Dicha declaratoria vincula el producto al territorio de la siguiente manera:

"(...) la particular combinación de sus profundos suelos volcánicos, el clima caracterizado por su alta humedad todo el año y sus inviernos nublados, los cuales, de manera conjunta, especifican la alta acidez, el aroma intenso, el sabor a especias y el apreciable cuerpo que caracteriza a este café. Por otro lado, en el caso de Veracruz, la altitud de sus plantaciones y la arraigada tradición de fermentar el café recién despulpado garantizan en el café de la región una acidez única, que aunada a las características físicas del grano y a las cualidades en la bebida, dan al CAFE DE VERACRUZ una calidad óptima." (sic)
Declaratoria general de protección a la denominación de origen Café Veracruz.

A nivel internacional, el gobierno mexicano registró la denominación de origen ante la Organización Mundial de la Propiedad Intelectual, conforme al Sistema de Lisboa, en octubre de 2001, con la misma cobertura geográfica.

## Producción

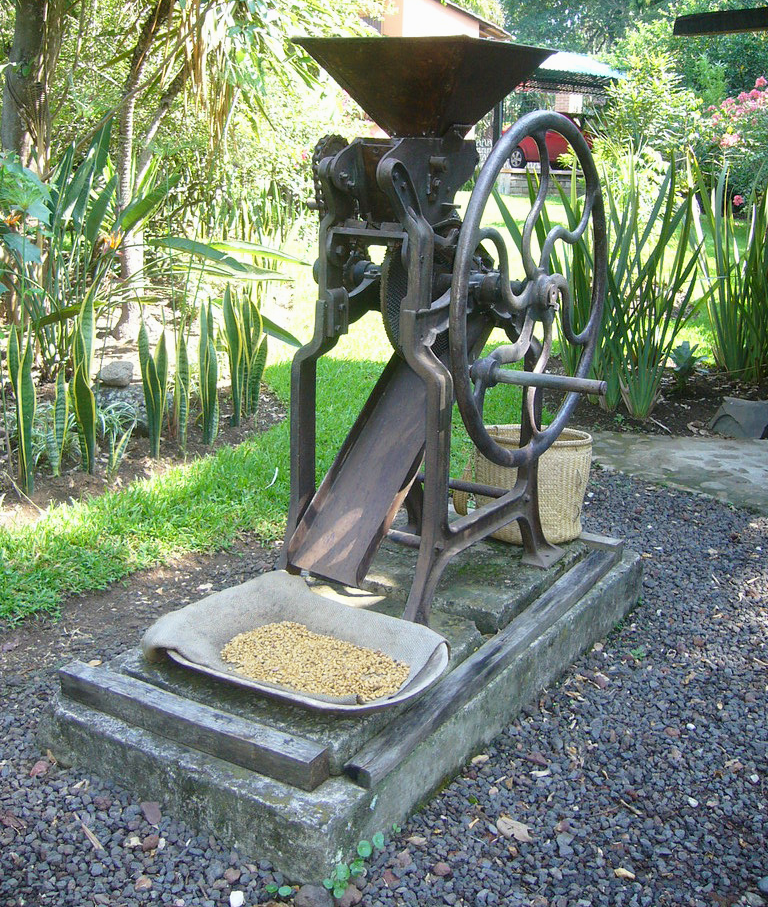
Molino antiguo en Coatepec.

Actualmente (2018) existen alrededor de 86.000 productores de café, de los cuales la mayoría (hasta un 93%) son pequeños productores o minifundistas que no poseen más de tres hectáreas.

## Particularidades geográficas

### Ubicación
Las áreas de Veracruz donde se localizan los cafetales son áreas montañosas del interior del estado donde convergen la Sierra Madre Oriental, el Eje Neovolcánico y la Sierra Madre Sur. En su definición legal, se encuentran entre las latitudes 18º 15 N y 20º 45 N y entre las longitudes 94º 50 O y 98º 15.
La producción se circunscribe a diez regiones cafeteras, que son (de norte a sur):
- Chicontepec
- Huayacocotla
- Papantla - Coyutla
- Misantla (12.08%)
- Atzalan (11.83%)
- Coatepec - Xalapa (24.59%)
- Huatusco (17.74%)
- Córdoba (17.77%)
- Zongolica
- Tezonapa
- Los Tuxtlas

Nota: las regiones más productoras se indica el porcentaje de su producción según lo indicado en el Diario Oficial de la Federación (2000). El resto de regiones suman juntas un 16%.

### Humedad y clima
Una de las características más únicas que posee el café veracruzano frente a otros es la humedad ambiental que recibe. La cantidad de lluvias idónea para la producción de café varía entre los 1.000 y los 3.000 mm anuales.

### Altura y crisis climática
Los cafetales veracruzanos se ubican entre los 600 y los 1400 m s. n. m., aunque el 60% se encuentran por encima de los 750 m s. n. m. La altitud es un factor importante para determinar la calidad de un café, ya que los granos de café maduran más gradualmente y desarrollan sabores más complejos. Además, a mayores altitudes hay menor riesgo de plagas como el hongo roya (Pucciniomycetes). Los cafés producidos a bajas altitudes son de menor calidad y en Veracruz generalmente se destinan a hacer café soluble.
El área de producción del café se ha definido como una estrecha franja que recorre el interior del estado de norte a sur. Esta área está bien delimitada por la naturaleza del relieve: tanto hacia el este, las altitudes inferiores a los 600 m s. n. m., como hacia el oeste, las altas cumbres de la Sierra Madre, imposibilitan su cultivo.
Además, debido a la crisis climática, el café necesita cada año una mayor altitud. Mientras que el café robusto (Coffea canephora) puede plantarse a cielo abierto y soporta una altitud inferior, el café arábigo (Coffea arabica), que es el de mayor calidad y el que prevalece en Veracruz, requiere zonas altas y sombra. Los productores de café arábigo son los más vulnerables a la crisis climática. La evidencia muestra que el aumento de las temperaturas y la alteración de los patrones de la lluvia están afectando negativamente al rendimiento y la calidad del café, así como la proliferación de plagas.

## Características

### Sabor y aroma
El café Veracruz es apreciado por sus propiedades organolépticas. Este café posee un sabor intenso a chocolate, con matices dulces a caramelo y fragancia que recuerda a la nuez. También posee cierto sabor afrutado, en particular a frutos rojos. Se caracteriza por una alta acidez, y, especialmente el café producido en el área de Zongolica y Huatusco, aporta también ciertas notas cítricas.

## En la cultura

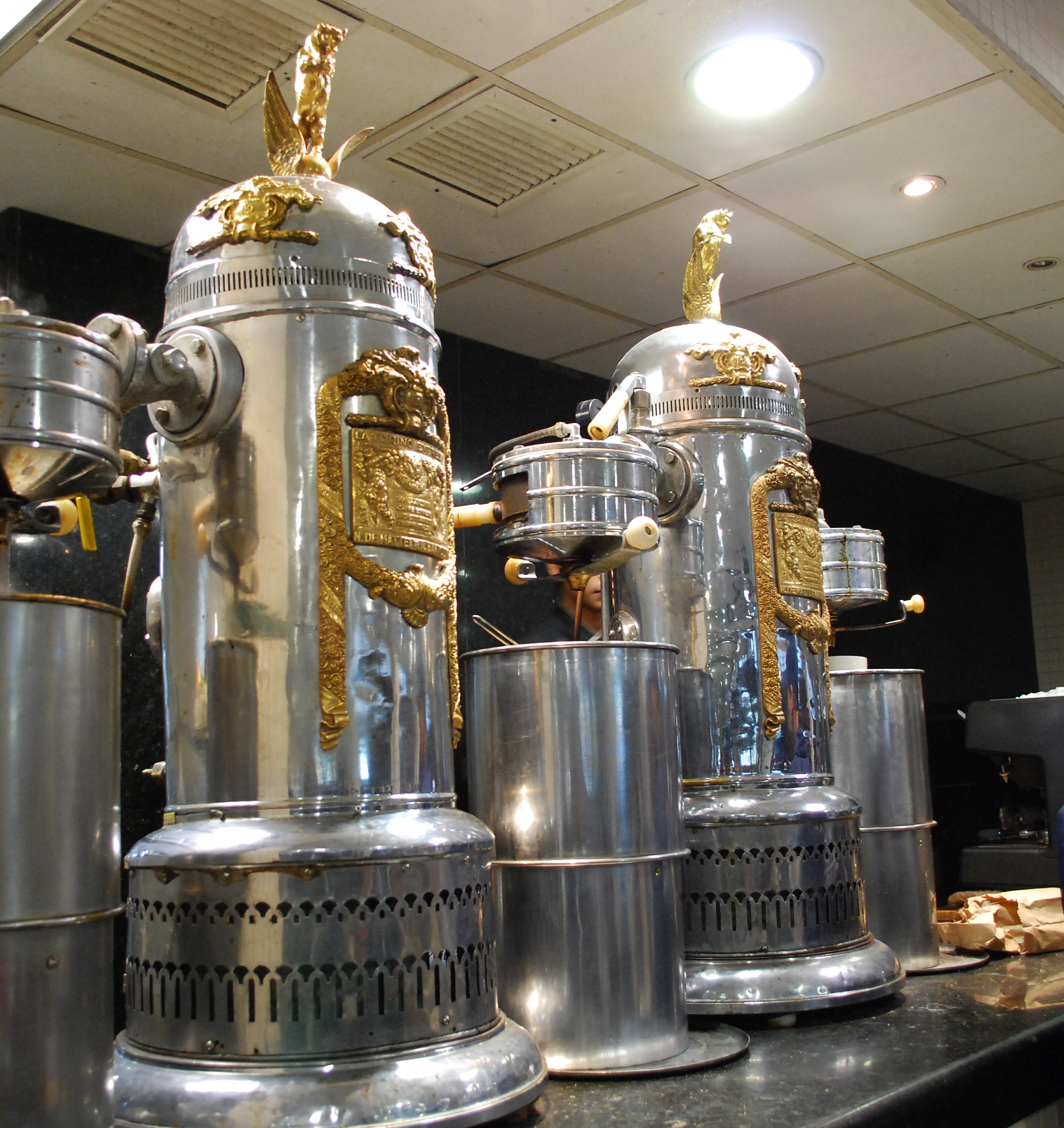
Máquina de café antigua en el Gran Café de La Parroquia, Veracruz.

El café tiene un gran impacto cultural en la vida de los veracruzanos y ello se ve reflejado en su literatura, música y otras artes populares. Se hacen referencias al café veracruzano en las siguientes piezas literarias o musicales:
- «Cuando seas mía» (2001), telenovela ambientada en los cafetales veracruzanos.
- «Una isla sin mar» (2009), novela de César Silva Márquez, cuyo protagonista (Martín) suele tomar café traído de Veracruz.
- «Chapopotli» (2013), novela de Abel Oseguera, en la que varios personajes (James Watson y el General Calles) acostumbran a tomar café veracruzano.
- «Mi tierra veracruzana» (2017), canción de Natalia Lafourcade.
- Varios poemas de Francisco Hernández Pérez, como en Antojo de Trampa (1999).
- El llamado café con pan, esquema rítmico del son jarocho.
- Mencionado brevemente en la novela «Diego el rojo» de Guadalupe Rivera Marín, sobre su padre Diego Rivera, que junto con Teodoro Dehesa, «saboreaban una deliciosa taza de aromático café recién tostado».
- ...etc.

### Consideraciones
Diversos productores cafeteros de Veracruz ha recibido el galardón Cup of Excellence, otorgado por la asociación internacional Alliance For Coffee Excellence:
- En 2012, el productor Artemio Zapata, de Coatepec.
- En 2013, Roberto Licona de Coatepec y José Daniel Castro de Huatusco.
- En 2014, Adán Altamirano de Zongolica, Roberto Licona y Raúl Octavio M. de Coatepec.
- En 2015, Ciro Ventura Solabac, Alfredo Huerta Calderón y Gabriel Bernard Rivas de Coatepec.
- En 2017, Rodolfo Jiménez López de Naolinco, Guillermo Rivas Díaz de Totutla y la Coordinadora de Productores Huatusco.

En 2019, la ciudad de Xalapa fue la sede del certamen.

### Turismo
El Museo del Café fue fundado en 2016 en Córdoba para dar a conocer la historia del café cordobés. La institución cuenta en su interior con la «Choza de Proceso», un espacio acondicionado para mostrar a los visitantes cómo se realizaba el café antes de su industrialización.
En 2019, la alcaldesa de Ixhuatlán del Café, Viridiana Bretón, anunció la creación del Museo Estatal del Café en esta localidad.
Varios municipios de la región cafetera veracruzana han creado la denominada Ruta del Café para promover el sector turístico y económico, así como promover el conocimiento a cerca de la producción del café en el área.

## Lectura complementaria
- Ruelas, L.; Nava, M.; Cervantes, J.; Barradas, V. (2014). «Importancia ambiental de los agroecosistemas cafetaleros bajo sombra en la zona central montañosa del estado de Veracruz, México». Madera y bosques. ISSN 2448-7597. Consultado el 8 de agosto de 2020.
- Gay, C.; Estrada, F.; Conde, C.; Eakin, H. (2004). Impactos potenciales del cambio climático en la agricultura: escenarios de producción de café para el 2050 en Veracruz (México). Centro de Ciencias de la Atmósfera, Universidad Nacional Autónoma de México (UNAM). Archivado desde el original el 26 de julio de 2021. Consultado el 8 de agosto de 2020.
- Coello, J. (2020). «Sobre el Café-Veracruz y su Denominación de origen». Café-Veracruz. Consultado el 12 de diciembre de 2020.

- Datos: Q98150995